# Томпсон-Нікола
Регіональний округ Томпсон-Нікола (англ. Thompson-Nicola) — регіональний округ в Канаді, у провінції Британська Колумбія.

## Населення
За даними перепису 2016 року, регіональний округ нараховував 132663 жителів, показавши зростання на 3,3%, порівняно з 2011-м роком. Середня густина населення становила 3 осіб/км².
З офіційних мов обидвома одночасно володіли 6 780 жителів, тільки англійською — 123 695, тільки французькою — 25, а 510 — жодною з них. Усього 10,890 осіб вважали рідною мовою не одну з офіційних, з них 655 — одну з корінних мов, а 315 — українську.
Працездатне населення становило 62% усього населення, рівень безробіття — 8,4% (9,9% серед чоловіків та 6,7% серед жінок). 87% були найманими працівниками, 11,4% — самозайнятими.
Середній дохід на особу становив $44 459 (медіана $33 772), при цьому для чоловіків — $54 964, а для жінок $34 191 (медіани — $44 144 та $26 666 відповідно).
31,3% мешканців мали закінчену шкільну освіту, не мали закінченої шкільної освіти — 17,7%, 50,9% мали післяшкільну освіту, з яких 30,3% мали диплом бакалавра, або вищий, 495 осіб мали вчений ступінь.
| Статево-вікова структура населення | Статево-вікова структура населення | Статево-вікова структура населення | Статево-вікова структура населення | Статево-вікова структура населення |
| ---------------------------------- | ---------------------------------- | ---------------------------------- | ---------------------------------- | ---------------------------------- |
|                                    |                                    |                                    |                                    |                                    |
| Всього                             | Всього                             | 49,6%50,4%                         |                                    |                                    |
| 0 — 14 років                       | 0 — 14 років                       |                                    | 15%                                | 15%                                |
| 15 — 64 років                      | 15 — 64 років                      |                                    | 64,9%                              | 64,9%                              |
| 65 і більше                        | 65 і більше                        |                                    | 20,1%                              | 20,1%                              |
| 85 і більше                        | 85 і більше                        |                                    | 2,2%                               | 2,2%                               |
| 100 і більше                       | 100 і більше                       |                                    | 0%                                 | 0%                                 |
| Середній вік (років)               | Середній вік (років)               | 42,644,0                           | 43,3                               | 43,3                               |
| Медіана (років)                    | Медіана (років)                    | 44,246,2                           | 45,2                               | 45,2                               |
| — чоловіки — жінки                 |                                    |                                    |                                    |                                    |

| Походження мешканців:     | Походження мешканців:     | Походження мешканців: | Походження мешканців: | Походження мешканців: |
| ------------------------- | ------------------------- | --------------------- | --------------------- | --------------------- |
| Походження                |                           |                       | осіб                  | %                     |
| Корінні американці        | Корінні американці        |                       | 18 705                | 14.5%                 |
| Інше північноамериканське | Інше північноамериканське |                       | 36 810                | 28.53%                |
| Європейське               | Європейське               |                       | 99 760                | 77.32%                |
| британське                | британське                |                       | 70 120                | 54.35%                |
| французьке                | французьке                |                       | 15 430                | 11.96%                |
| українське                | українське                |                       | 9 125                 | 7.07%                 |
| Карибське                 | Карибське                 |                       | 335                   | 0.26%                 |
| Латинськоамериканське     | Латинськоамериканське     |                       | 1 150                 | 0.89%                 |
| Африканське               | Африканське               |                       | 910                   | 0.71%                 |
| Азійське                  | Азійське                  |                       | 8 120                 | 6.29%                 |
| Океанійське               | Океанійське               |                       | 745                   | 0.58%                 |

| Зайнятість населення за галузями (за класифікацією NOC): | Зайнятість населення за галузями (за класифікацією NOC): | Зайнятість населення за галузями (за класифікацією NOC): | Зайнятість населення за галузями (за класифікацією NOC): | Зайнятість населення за галузями (за класифікацією NOC): |
| -------------------------------------------------------- | -------------------------------------------------------- | -------------------------------------------------------- | -------------------------------------------------------- | -------------------------------------------------------- |
|                                                          |                                                          |                                                          |                                                          |                                                          |
| Управління                                               | Управління                                               |                                                          | 9,9%                                                     | 9,9%                                                     |
| Бізнес, фінанси та адміністрування                       | Бізнес, фінанси та адміністрування                       |                                                          | 13,3%                                                    | 13,3%                                                    |
| Природничі та прикладні науки                            | Природничі та прикладні науки                            |                                                          | 5,2%                                                     | 5,2%                                                     |
| Охорона здоров'я                                         | Охорона здоров'я                                         |                                                          | 7,6%                                                     | 7,6%                                                     |
| Освіта, правозахист, муніципальні та урядові служби      | Освіта, правозахист, муніципальні та урядові служби      |                                                          | 11,1%                                                    | 11,1%                                                    |
| Мистецтво, культура, відпочинок та спорт                 | Мистецтво, культура, відпочинок та спорт                 |                                                          | 2,1%                                                     | 2,1%                                                     |
| Роздрібна торгівля та послуги                            | Роздрібна торгівля та послуги                            |                                                          | 23,6%                                                    | 23,6%                                                    |
| Гуртова торгівля, транспорт та обладнання                | Гуртова торгівля, транспорт та обладнання                |                                                          | 19,7%                                                    | 19,7%                                                    |
| Природні ресурси, сільське господарство                  | Природні ресурси, сільське господарство                  |                                                          | 4,3%                                                     | 4,3%                                                     |
| Виробництво                                              | Виробництво                                              |                                                          | 3,1%                                                     | 3,1%                                                     |

## Населені пункти
До складу регіонального округу входять міста Мерит, Камлупс (Британська Колумбія), муніципалітети Берієр, Лоґан-Лейк, Клірвотер, села Ешкрофт, Кеш-Крік, Клінтон, Литтон, Сан-Пікс, Чейз, індіанські резервації Спенсес-Брідж, Канака-Бар, Джоїаска 2, Папіум 27, Полс-Бесін 2, Баск 18, Тсаукан 12, Кемлупс 1, Колдвотер 1, Пек-пак 22, Пемінус 9, Сіа 5, Клокловук 7, Кліккумчін 18, Бонапарт 3, Шакан 11, Кумчін 1, Ешкрофт 4, Орегон-Джек-Крік 5, Клітлекут 22, Клакаміч 17, Кіцовіт 20, Норт-Томпсон 1, Сагалткум 4, Нуаїтч 10, Скаам 2, Ноомін 23, Нкаї 10, Інкліюкінатко 2, Марбл-Кеньйон 3, Страєн 9, 105-Майл-Пост 2, Ловер-Гет-Крік 2, Дуґлас-Лейк 3, Гамільтон-Крік 2, Некаллістон 2, Спінтлам-Флет 3, Вісперін-Пайнс 4, Шовнікен 4B, Нікель-Палм 4, Нікієа 25, Нікола-Лейк 1, Нікола-Маміт 1, Нікомен 1, Литтон 4A, Литтон 4E, Литтон 9A, Литтон 9B, Гай-Бар 1, Скітчестн, Скуппа 2A, Скуппа 4, Скваяйноуп 26, Нууаутін 2, Каное-Крік 2, Каное-Крік 1, Аппер-Непа 6, Аппер-Гет-Крік 1, Явочт 11, Зачт 5, Зот 4, Луїс-Крік 4, а також хутори, інші малі населені пункти та розосереджені поселення.

## Клімат
Середня річна температура становить 8,6°C, середня максимальна – 24,3°C, а середня мінімальна – -11,2°C. Середня річна кількість опадів – 305 мм.
| Клімат поселення                              | Клімат поселення | Клімат поселення | Клімат поселення | Клімат поселення | Клімат поселення | Клімат поселення | Клімат поселення | Клімат поселення | Клімат поселення | Клімат поселення | Клімат поселення | Клімат поселення | Клімат поселення |
| Показник                                      | Січ.             | Лют.             | Бер.             | Квіт.            | Трав.            | Черв.            | Лип.             | Серп.            | Вер.             | Жовт.            | Лист.            | Груд.            |                  |
| Середній максимум, °C                         | 2,02             | 5,95             | 10,88            | 15,56            | 20,46            | 24,27            | 24,26            | 24,06            | 18,60            | 11,97            | 5,30             | 0,29             |                  |
| Середня температура, °C                       | −4,59            | −0,64            | 4,26             | 8,94             | 13,85            | 17,68            | 20,70            | 20,48            | 15,04            | 8,42             | 1,73             | −3,26            |                  |
| Середній мінімум, °C                          | −11,19           | −7,25            | −2,33            | 2,36             | 7,25             | 11,07            | 17,13            | 16,92            | 11,47            | 4,84             | −1,84            | −6,84            |                  |
| Норма опадів, мм                              | 25               | 15               | 13               | 17               | 27               | 39               | 33               | 30               | 27               | 20               | 28               | 31               |                  |
| Середньомісячна швидкість вітру, м/с          | 2.10             | 2.10             | 2.40             | 2.62             | 2.40             | 2.23             | 2.12             | 2.00             | 1.90             | 2.05             | 2.21             | 2.30             |                  |
| Середньомісячна сонячна радіація, кДж/м²·день | 3153             | 6308             | 11254            | 16236            | 19934            | 21407            | 22391            | 19146            | 13513            | 7615             | 3602             | 2476             |                  |
| --------------------------------------------- | ---------------- | ---------------- | ---------------- | ---------------- | ---------------- | ---------------- | ---------------- | ---------------- | ---------------- | ---------------- | ---------------- | ---------------- | ---------------- |
| Джерело:                                      |                  |                  |                  |                  |                  |                  |                  |                  |                  |                  |                  |                  |                  |